# NGC 4097
NGC 4097 is een lensvormig sterrenstelsel in het sterrenbeeld Grote Beer. Het hemelobject werd op 1 mei 1785 ontdekt door de Duits-Britse astronoom William Herschel.

## Synoniemen
- UGC 7092
- MCG 6-27-4
- ZWG 187.4
- PGC 38363